# San Gerardo (Monza)
San Gerardo, conosciuto anche come Grazie Vecchie è un quartiere di Monza situato nella zona nord e appartenente alla circoscrizione 1, che si sviluppa lungo via Lecco, a ridosso del Parco di Monza.
Ad esso appartiene genericamente tutta la zona di Monza circoscritta dal fiume Lambro, via Aliprandi, via Bergamo, la ferrovia Milano-Lecco, via Magellano e via Montecassino; confina con Monza Centro, zona Libertà e il quartiere Sobborghi, nonché con il Parco di Monza.
All'interno del quartiere sono presenti la chiesa di San Gerardo e il Santuario delle Grazie Vecchie.

## Strutture
Il quartiere è la sede della Chiesa di San Gerardo e del Santuario mariano delle Grazie Vecchie, l’oratorio, il Nei, la via Bergamo, la sede del Centro civico, la scuola Raiberti, la Gerardiana e il teatro dell’oratorio Il Corallo.